# گیلار ۸۴۴۰
سیارک ۸۴۴۰ (به انگلیسی: 8440 Wigeon، نامگذاری:1017T-3) هشت هزار و چهارصد و چهلمین سیارک کشف شده‌است که در ۱۷ اکتبر ۱۹۷۷ کشف شد.
قدر مطلق سیارک برابر ۱۳٫۸۰ است.